# Шакти
Шакти (от санскрит шак – „да бъдеш способен“) означава свещена сила или упълномощение, първичната космическа енергия и представлява динамичните сили, които се движат през цялата вселена. Шакти е общата представа, или олицетворение, на божествената женска сила, понякога представяна като „Великата Божествена Майка“ в индуизма.
На земен план, Шакти най-активно се проявлява чрез женските въплъщения, докато едновременно съществува и в мъжките въплъщения, в потенциала си като непроявлена форма.
Не само Шакти е отговорна за сътворението, а е също и деятел на всички промени. Най-значителната ѝ форма е Кундалини-шакти, тайнствена физико-психическа духовна сила. Шакти съществува в нивото на сватантрия (svātantrya – „свободна воля“ или от санскрит „самостоятелност“), независеща от никого и взаимнозависима с цялата вселена.